# Rokin 9-15
Rokin 9-15 is een gebouw aan het Rokin in Amsterdam-Centrum. Het gebouw werd op 16 maart 2004 een gemeentelijk monument (201028).

## Geschiedenis
Er stond hier al eeuwenlang bebouwing aan het water van het Rokin, dat even noordwaarts onder het Beurspleintje dook voor het op de Vijgendam stuitte. Ter plaatse tussen de Hermietensteeg en Nadorststeeg stonden er vanaf 1850 nog allerlei typen gebouwen, ook uiteraard grachtenpanden. In dat stuk kwam in 1876 een eerste vernieuwing op gang met de nieuwbouw van Rokin 17 voor Blikman & Sartorius. Een tweede vernieuwingsslag volgde van 1908. Kunsthandel en -veiling C.F. de Roos, opgericht in 1883, had toen de percelen ten noorden van Blikman & Sartorius in eigendom. De Telegraaf van 10 juli 1908 omschreef de gebouwen als "ouderwetsche huisjes". Die kunsthandel schakelde de Haagse architect Frederik Adolph Bodde in voor een grote klus. De oude huisjes moesten vervangen worden door een groot kantoorgebouw met winkels en ruimten voor de kunsthandel. Opzet was het gehele perceel van 600 m² op de hoek Rokin, Hermietensteeg en Nes te vullen met een gebouw van vier etages (het werden er vijf) aan het Rokin en twee etages aan de Nes. De kunsthandel wilde wel beginnen, maar moest wachten op de op hand zijnde grootscheepse herinrichting van de Vijgendam. De naam “De Roos” zou in de gevel prijken.  Met de bouw wilde de firma haar 25-jarig bestaan mede onderstrepen. De bouw maakte geen vliegende start, want pas op 6 juli 1909 werd de bouw aanbesteed in het Poolsche Koffiehuis. Op 29 november 1910 kon de eerste veiling in het gebouw (dan nog adres 5-11) plaatsvinden. Het gebouw werd door De Standaard van 25 november 1910 omschreven als een smaakvol kunstpaleis; een sieraad voor de omgeving. De bouwprijs werd destijds geschat op 500.000 gulden, maar er werden allerlei noviteiten ingebouwd zoals een goederenlift voor het transport van de schilderijen en personenliften voor kantoorpersoneel. Het gebouw werd opgetrokken rondom een betonnen skelet, een bouwwijze die Bodde had meegenomen vanuit werk in New York. Boddé kwam met een creatie waarin hij classicistische architectuur combineerde met de stijl van Hendrik Petrus Berlage.
De naam van het gebouw prijkt boven in de gevel aan de Hermietenstraat, sinds 1912 de nieuwe naam van de Hermietensteeg. Zij werd in het vernieuwingsproject rondom de Dam verbreed en opgewaardeerd van steeg tot straat. Dat de naam aan die gevel is te lezen lijkt op zich vreemd, maar toen het gebouw opgeleverd werd, was alleen de zuidelijke kant van die steeg/straat bebouwd; vanaf de Dam keek men tegen de bewuste gevel van De Roos aan. Alles wat tussen Rokin 5 en de Dam stond was gesloopt, zo ook het Commandantshuis en het beurspoortje. Gebouw Industria kwam pas in 1916. Het gebouw werd weliswaar genoemd naar een bloem, op talloze sluitstenen zijn dieren afgebeeld. De opvallendste zijn daarbij de twee olifanten bij de toegang aan het Rokin. Overigens stond de naam ook vermeld aan de Rokinzijde, maar met de komst van de volgende eigenaar en gebruiker verdween dat; alleen de omlijning is nog zichtbaar onder de kleine puntgevel.

## Gebruikers
In 1919 werd het gebouw gekocht door de Levensverzekerings Maatschappij Arnhem. Het betekende tevens het eind van Veilinghuis C.F. de Roos; het werd overgenomen door Firma A. Mak (Mak van Waaij), die in september 1919 een veiling in het gebouw organiseerde in verband met de liquidatie van C.F. de Roos; zij zou hier tot 1933 veilen; ze vertrok toen naar het Leesmuseum, Rokin 102. Het gebouw werd toen al “Gebouw Arnhem” genoemd, het stond twee maal in de gevel vermeld. Die Levensverzekering Maatschappij ging in 1952 een fusie aan met NILLMIJ, hetgeen resulteerde in Ennia, later partner in Aegon. De naam "Gebouw Arnhem" zou nog gebruikt worden tot in de jaren zestig, daarna werd het "Nillmij-gebouw", maar dat raakte niet echt in de mode. In september 2015 opende boekhandel Scheltema haar deuren hier.

## Kunst
Naast alle beeldjes in de gevel zijn in de onmiddellijke omgeving twee andere vormen van kunst in de openbare ruimte te vinden:
- Writers walk of fame, 180 handafdrukken van schrijvers, in mei 2015 onthuld door A.F.Th. van der Heijden, geplaatst in het trottoir
- de Rokinfontein van Mark Manders uit 2017

## Afbeeldingen

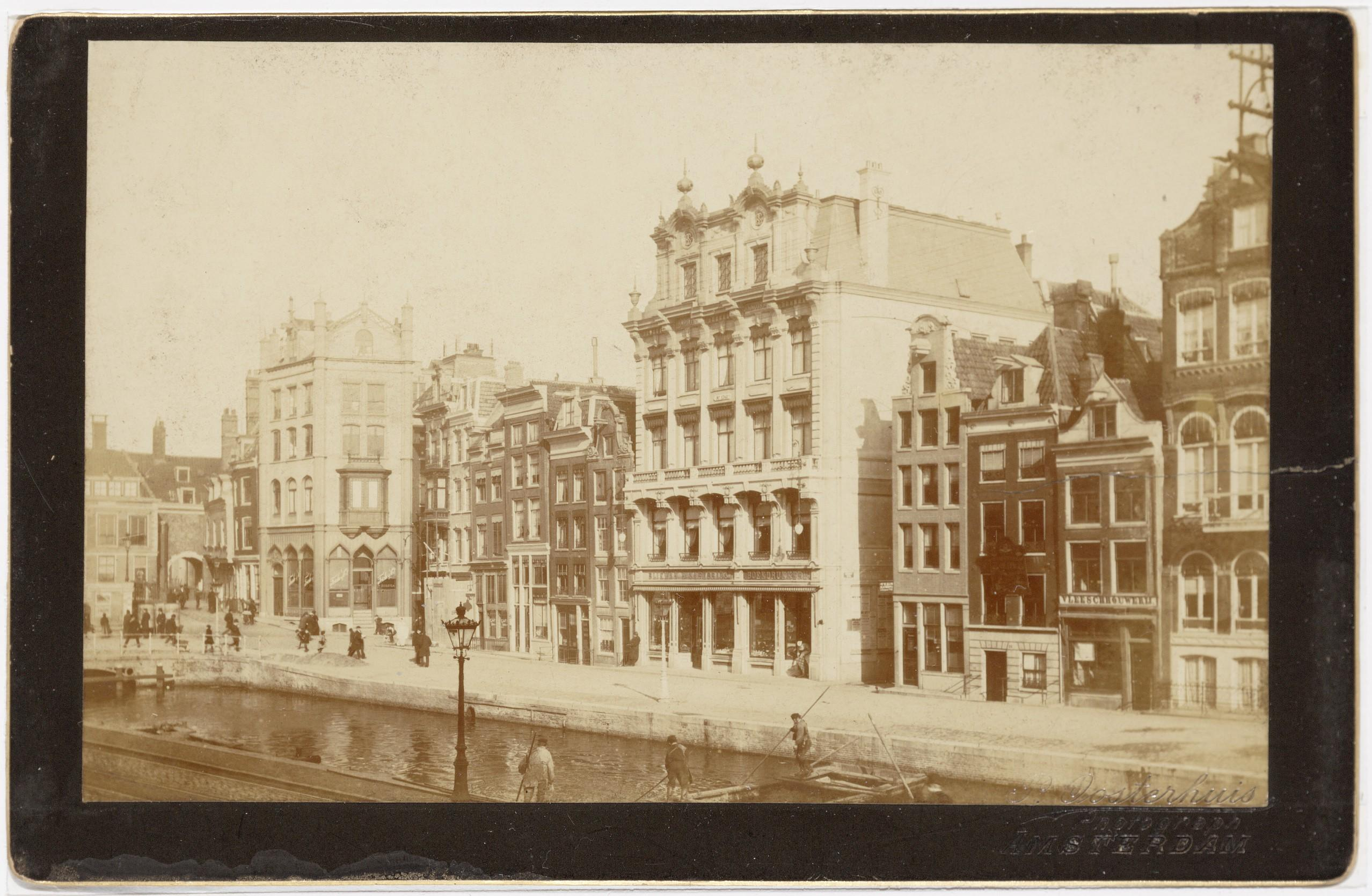
Van Hermietensteeg (links) tot Nadorststeeg (circa 1892)
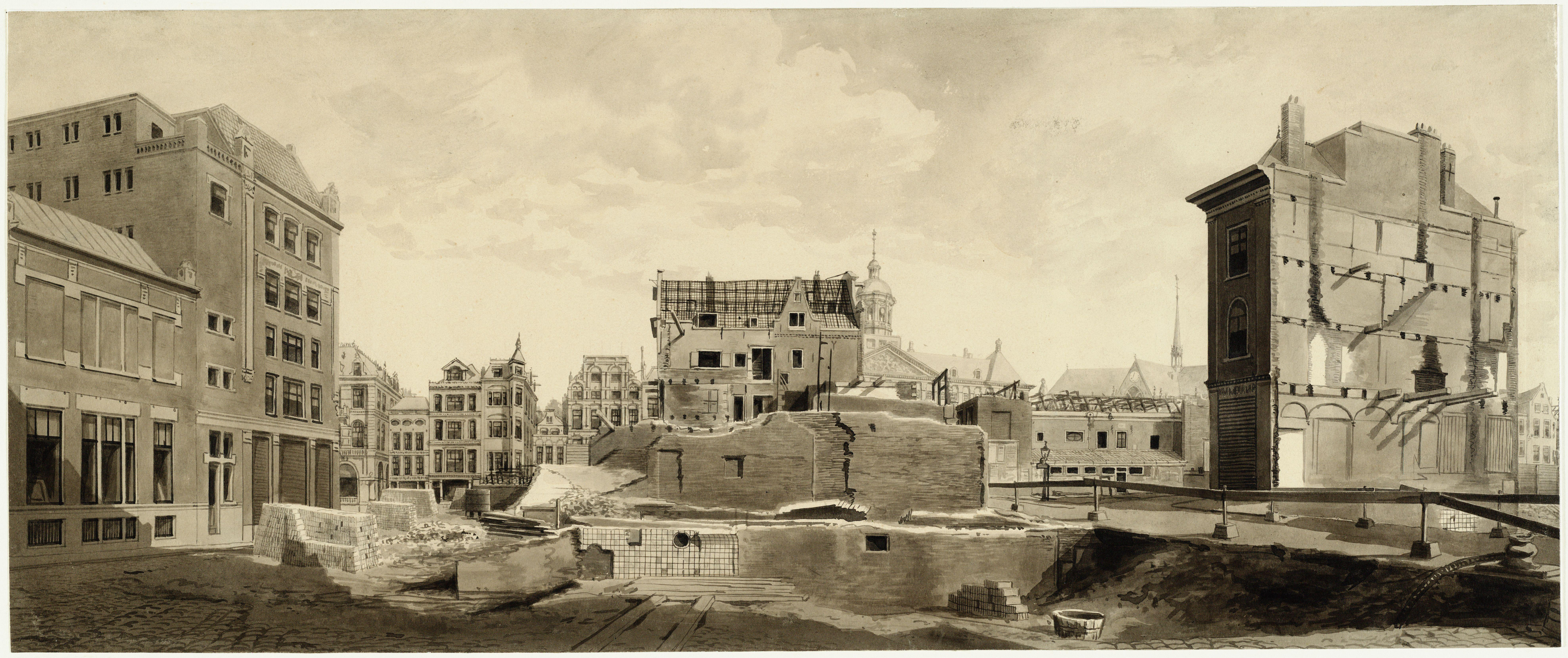
Herman Misset: Beurspleintje met links De Roos (mei 1912)
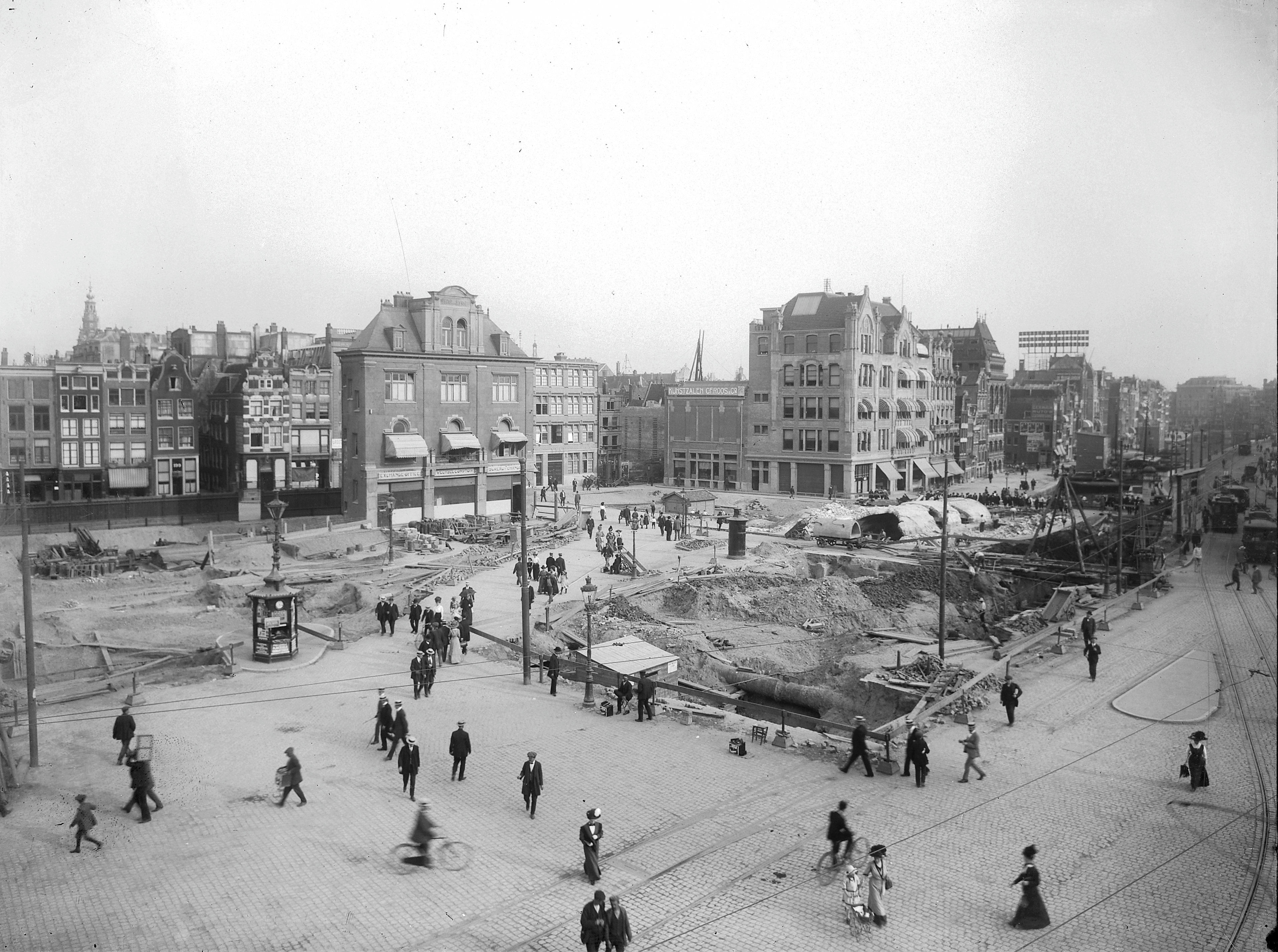
De Roos zichtbaar vanaf de Dam (tussen 1911 en 1916)
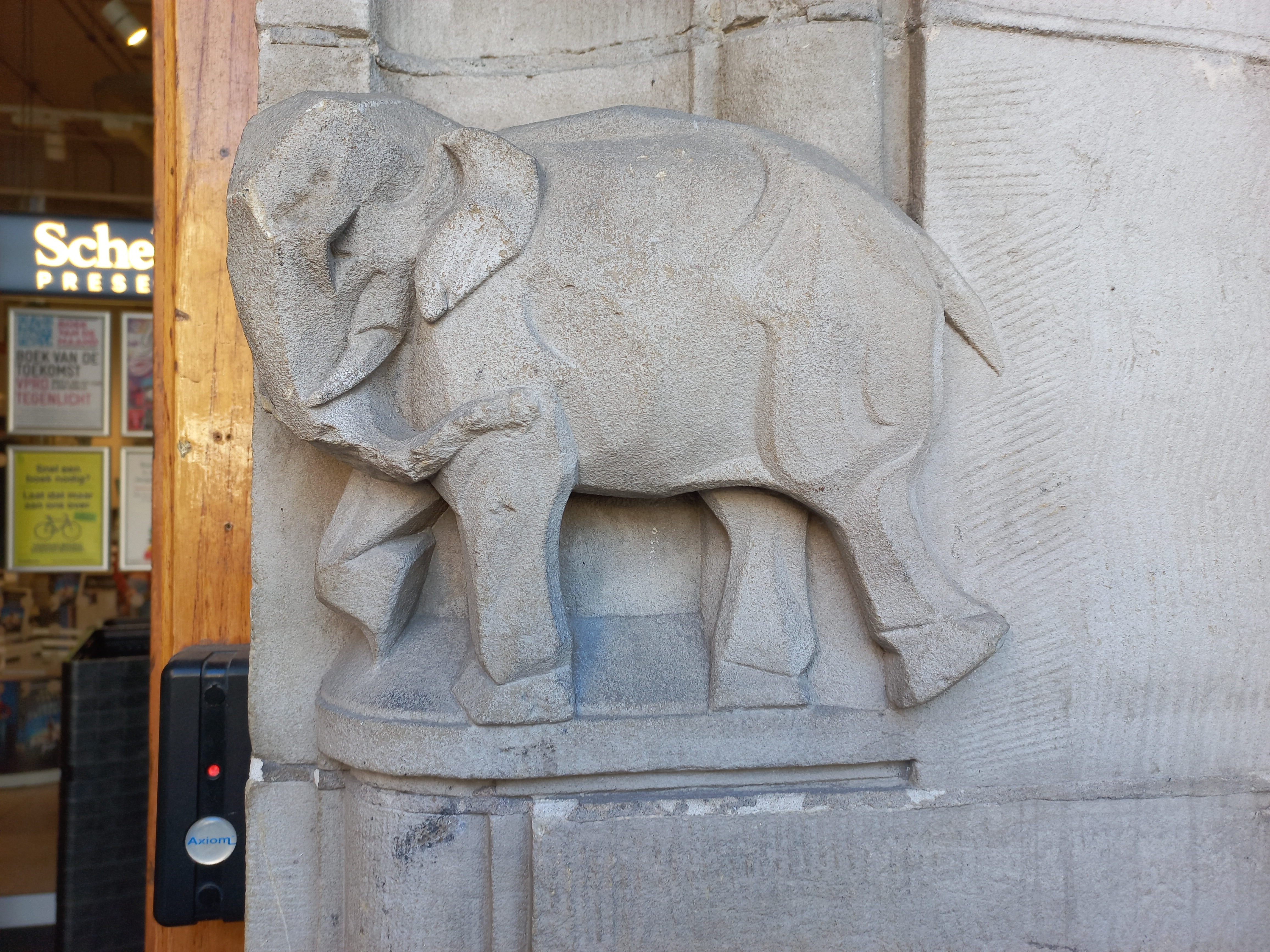
Olifant (maart 2022)
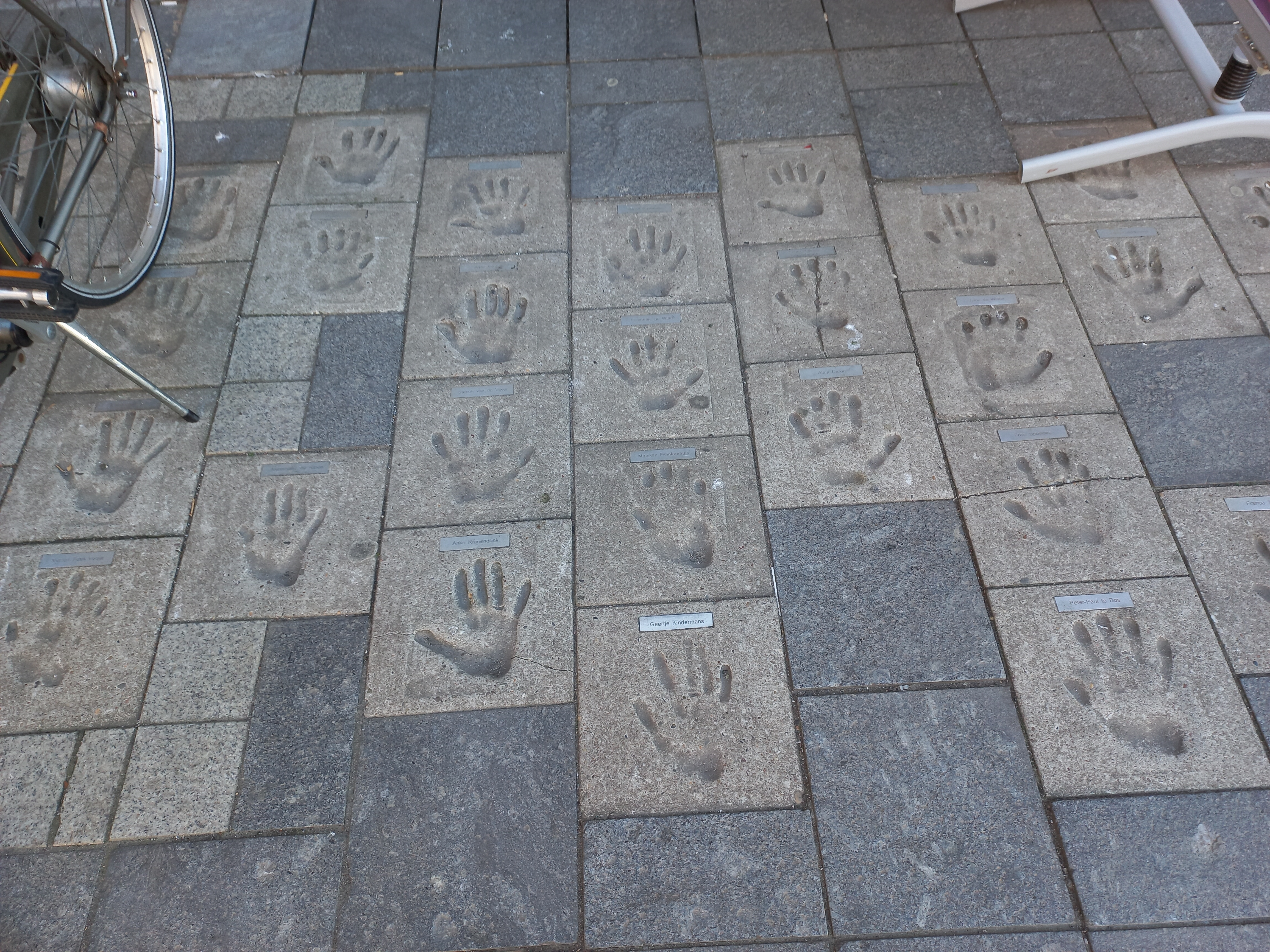
Writers walk of fame (maart 2022)